# رومان فوجسيكي
رومان فوجسيكي (بالبولندية: Roman Mirosław Wójcicki)‏ (مواليد 8 يناير 1958) هو لاعب كرة قدم. يلعب مع منتخب بولندا لكرة القدم. سبق له أن لعب في كأس العالم لكرة القدم مع منتخب بلاده.

## مسيرته الكروية
لعب رومان فوجسيكي خلال مسيرته الاحترافية مع 5 أندية في تسعة عشر موسمًا وسجل خلالها 55 هدفًا ضمن 464 مباراة. حيث فاز في موسمين بالكأس وفي موسم واحد بالدوري.
خاض رومان فوجسيكي مسيرته مع نادي أوبرا أوبول في موسم 1976–77 ليلعب معه أربعة مواسم، مشاركًا في 82 مباراة سجل خلالها 8 أهداف. ثم انتقل إلى نادي شلوسك فروتسلاو في موسم 1979–80 واستمر معه طيلة ثلاثة مواسم، حيث شارك في 53 مباراة سجل خلالها 8 أهداف أيضًا. لينتقل بعدها إلى نادي ويدزي لودز في موسم 1981–82 ليلعب معه خمسة مواسم، مشاركًا في 114 مباراة سجل خلالها 11 هدفًا. ثم انتقل إلى نادي هامبورغ 08 في موسم 1986–87 واستمر معه طيلة ثلاثة مواسم، مشاركًا في 93 مباراة سجل خلالها 15 هدفًا. هذا وانتقل لاحقًا إلى نادي هانوفر 96 في موسم 1989–90 ليلعب معه أربعة مواسم، مشاركًا في 122 مباراة سجل خلالها 13 هدفًا.

## روابط خارجية
- رومان فوجسيكي على موقع الاتحاد الدولي (مؤرشف)  (الإنجليزية)
- رومان فوجسيكي على موقع الاتحاد الأوربي (الإنجليزية)
- رومان فوجسيكي على موقع قاعدة بيانات كرة القدم.إي يو (الإنجليزية)
- رومان فوجسيكي على موقع بيانات كرة القدم. دي إي (الألمانية)
- رومان فوجسيكي على موقع ناشيونال فوتبول تيمز (الإنجليزية)
- رومان فوجسيكي على موقع Soccerway.com (الإنجليزية)
- رومان فوجسيكي على موقع عالم كرة القدم.نت (الإنجليزية)